# Чужая кровь (рассказ)
«Чужая кровь» ― рассказ русского советского писателя Михаила Александровича Шолохова, написанный в 1926 году.

## Публикации
Впервые рассказ «Чужая кровь» был опубликован в сборнике «Лазоревая степь», издательство «Новая Москва» в 1926 году. Входил рассказ в авторские сборники «О Колчаке, крапиве и прочем» (1927) и «Лазоревая степь. Донские рассказы» (1926). В 1928 году рассказ был опубликован в сборнике «Заря советов». Письмо М. А. Шолохова от 24 октября 1927 года:

Позавчера (суббота) неожиданно получил 50 р., неожиданно потому, что не знал и не видел, что 2 моих рассказа из «Лазоревой степи» включены изд-вом «Моск. рабочий» в сборник лучших произведений о гражданской войне. И вот наравне с корифеями литературы включён туда и аз грешный.
Михаил Шолохов считал свой рассказ «Чужая кровь» одним из «наиболее сильных» и посвятил его А. С. Серафимовичу.

## Сюжет
В основе сюжета произведения положена история времён Гражданской войны на Дону. У главного героя рассказа деда Гаврилы красные убили единственного сына, Петро. Волею случая дед Гаврила с женой спасли от смерти бойца продотряда Николая Косых, выхаживая его как родного они привязались к нему и стали звать Петром, именем погибшего сына. После выздоровления Николай жил некоторое время со стариками, но потом возвращается на свою родину, на Урал, оставив стариков с невыплаканным словом «Не вернётся!».

## Персонажи
Главный герой и персонаж рассказа — дед Гаврила (Гаврила Васильевич), старуха — жена деда Гаврилы. Николай Косых — родился на Урале, работал на чугунолитейном заводе, член продотряда, которого дед Гаврила спасает от смерти и принимает его как за родного сына. Есть в рассказе и безымянные персонажи — это командир красноармейского полка, который просит деда Гаврилу поберечь раненого Николая Косых; бандиты, которые убили продотрядников во дворе деда Гаврилы; председатель Совета станицы, также безымянный персонаж, сопровождал продотрядников, забирал хлеб у жителей станицы, погиб от рук бандитов; соседский парень, который сообщил деду Гавриле о возвращении в станицу сослуживца сына Прохора Лиховидова. Прохор Игнатич Лиховидов — сослуживец Петра, он сообщил деду Гавриле о смерти сына.

## Критика
В. Ц. Гоффеншефер — литературовед и критик писал::

…в самом факте преодоления стариком слепой <…> ненависти к большевику и обретения в нём родного и близкого по положению человека заложена большая потенциальная сила, которая своеобразными путями может привести к перелому в сознании казака.
Герман Сергеевич Ермолаев один из самых авторитетных иностранных шолоховедов полагал, что в рассказе «Чужая кровь» Михаил Шолохов продемонстрировал свой лирический потенциал, «сильно и трогательно изобразив отцовское чувство любви, возникшей в сердце старого казака к своему политическому врагу».

## Адаптации
В 1964 году по рассказу «Чужая кровь» был снят телевизионный художественный фильм «Непрошенная любовь» на киностудии «Мосфильм». Режиссёр-постановщик — Владимир Васильевич Монахов, сценарий Арнольда Яновича Витоля.